# Lunnom
Lunnom är en by i Östra Göinge kommun i Skåne län, belägen 1 kilometer öster om Broby.
Byn ligger kring Sibbhultsvägen som förbinder Broby med Sibbhult. Genom byn rinner Baggebäcken, som rinner ut i Helge å strax söder om Broby.